# SNK Corporation
SNK Corporation, japansk akronym för Shin Nihon Kikaku (Projekt Nya Japan) är ett spelföretag som grundades 1978 i Osaka. SNK:s starka sida är fightingspel som The King of Fighters, Art of Fighting och Samurai Shodown. De har även skapat ett antal egna spelkonsoler varav Neo Geo är den mest kända. Spelen till Neo Geo var dyra men ofta perfekta konverteringar av de ursprungliga arkadspelen.

## Historia
I början av 1970-talet ledde Eikichi Kawasaki, en tidigare boxare, en kaffebutik och ett byggföretag i Osaka. 1973 köpte han ett elektriskt maskinföretag i Kobe och grundade Shin Nihon Kikaku. När Eikichi Kawasaki märkte den snabba tillväxten som inträffade på den myntdrivna spelmarknaden, utvidgade han Shin Nihon Kikaku till att inkludera utveckling och marknadsföring av fristående myntspel. Den 22 juli 1978 rekonstituerades företaget som Shin Nihon Kikaku Corporation i Higashiōsaka.
Företaget fick smeknamnet "Shin Nihon Kikaku" i katakana först, men sedan 1981 har det ändrats till "SNK" genom att ta initialerna från det romerska alfabetet (Shin Nihon Kikaku). Den engelska upphovsrättsbeteckningen var också "SNK CORPORATION". Det etablerade sig i Sunnyvale, Kalifornien, för att leverera sitt eget märke av myntstyrda spel till arkader i Nordamerika. SNK valde John Rowe till att leda sin amerikanska verksamhet.
I april 1986 ändrades företagsnamnet till smeknamnet "SNK", men det registrerade handelsnamnet måste vara SNK Corporation. Detta beror på att justitieministerium vid den tiden inte godkände registreringen av ett handelsnamn med hjälp av alfabetet, som för ADK, NMK, TDK och RKB Mainichi Broadcasting. I november 1986 föddes det amerikanska dotterbolaget SNK Corporation of America i Sunnyvale, Kalifornien. I mars 1988 flyttade SNK-personalen till en byggnad i Suita, Osaka, Japan.
SNK stängde alla amerikanska, kanadensiska och europeiska verksamheter den 13 juni 2000. Företaget sålde rättigheterna till distribution i Nordamerika för MVS arkadsystem och Neo Print fotosystem. Företaget licensierade nordamerikanska lokaliseringar av vissa konsolutgåvor till externa företag.
Med låg moral och en oklar framtid lämnade många av företagets anställda sina jobb. Några gick med i rivalerna Capcom och Arc System Works, och andra gick vidare och grundade utvecklaren Dimps. Kawasaki, tillsammans med fem andra tidigare SNK-chefer, finansierade bildandet av BrezzaSoft, som fortsatte att utveckla Neo Geo-spel som The King of Fighters 2001.
Med en total skuld på omkring 38 miljarder yen, gav SNK upp frivillig rekonstruktion och den 2 april 2001 ansökte SNK om tillämpning av den civila rehabiliteringslagen till Osakas distriktsdomstol, vilket i praktiken gjorde att SNK gick i konkurs. Ansökan godkändes och vitaliseringsförfarandena fortsattes och huvudkontoret återvände till Suita. Tingsrätten beslutade att avskaffa det civila rehabiliteringsförfarandet den 1 oktober samma år och försattes i konkurs den 30 oktober.
Licenser för SNK:s spelproduktion och utvecklingsrättigheter till dess franchise såldes till flera andra företag. Dessa inkluderade BrezzaSoft, som producerade The King of Fighters 2001, som sydkoreansk-baserade Eolith, som producerade The King of Fighters- serien mellan 2001 och 2002, och Mega Enterprise, som producerade Metal Slug 4. 2001 upphörde Neo Geo-familjen. Den återupplivades kort 11 år senare med Neo Geo X.
Etablerades som Playmore Corporation den 1 augusti 2001. Det var ursprungligen ett dotterbolag till det tidigare SNK. Från början var det ett juridiskt företag som specialiserat sig på tjänster för upphovsrättshantering, och det skulle vara felaktigt att hänvisa till det tidigare SNK som dess föregångare. Den 30 oktober samma år vann bolaget bolagets immateriella rättigheter i ett bud som lades under det tidigare SNK:s konkurs. I juli 2003, med tillstånd av Eikichi Kawasaki, grundaren av det tidigare SNK-företaget, bytte företaget namn till SNK Playmore Corporation.
Den 25 april 2016 tog SNK officiellt bort "Playmore"-namnet från sin företagslogotyp och återinförde sin gamla slogan, "The Future Is Now", för att beteckna "en återgång till SNK:s rika starka spelhistoria". Ett juridiskt namnbyte från SNK Playmore Corporation till SNK Corporation följde den 1 december 2016, för att mer fast etablera SNK Playmore som efterföljaren till det gamla SNK-märket och arvet. Den 20 mars 2023 flyttade SNK sitt huvudkontor till Yodogawa-ku, Osaka.

## Spelkonsoler
SNK har utvecklat följande spelkonsoler:
- Neo Geo
- Neo Geo CD
- Neo Geo CDZ
- Neo Geo Pocket
- Neo Geo Pocket Color
- Neo Geo X